# Tabanus nigrimanus
Tabanus nigrimanus är en tvåvingeart som beskrevs av Walker 1848. Tabanus nigrimanus ingår i släktet Tabanus och familjen bromsar. Inga underarter finns listade i Catalogue of Life.